# Chilowé
 (janvier 2020).
Chilowé est un média communautaire et un guide de microaventures en France fondé en 2017.

## Historique
Thibaut Labey et Ferdinand Martinet — deux amis respectivement avocat et ingénieur — quittent tous deux leur emploi en 2017 pour créer Chilowé sous la forme d'abord d’une lettre d'information hebdomadaire. Ils expliquent qu'après avoir eux-mêmes voyagé vers des destinations lointaines (Cambodge, Amérique latine), ils auraient réalisé qu'il était possible de faire les mêmes « expériences » en France,,. L'objectif de la lettre d'information créée est ainsi de recenser des « expéditions courtes » dans la nature nécessitant peu de préparation et de moyens,. Le concept provient en partie du Programme Sans trace dont le but est de favoriser des comportants limitant l'impact environnemental. 
En 2018, une collecte de fonds est organisée sur KissKissBankBank afin d'éditer un guide papier pour les franciliens, contenant conseils et itinéraires. L'entreprise utilise un ton humoristique, voire enfantin, pour communiquer, le magazine Géo notant en particulier le paradoxe entre l'ambition affichée, à savoir la « déconnexion », et la réalité, c'est-à-dire l'utilisation de smartphones pour « partager » sur les réseaux sociaux.    
En 2019, une version numérique du guide couvrant l'ensemble du territoire français est lancée. A cette date, la communauté fédère majoritairement des citadins, âgés d'une vingtaine à une quarantaine d'années de catégorie CSP+,.   
En 2020, une lettre d'information junior est lancée. L'offre commerciale est également élargie à un système de réservation de guides locaux. Les restrictions liées à l'épidémie de Covid-19 offrent à Chilowé une publicité avantageuse : l'audience du site est en forte progression à partir de la fin du premier confinement. Lors du deuxième confinement en novembre, les fondateurs écrivent une lettre ouverte à Emmanuel Macron, co-signée par 75 personnalités publiques, réclamant l'extension de la limite kilométrique de déplacement afin de permettre de pratiquer les activités de plein air[pertinence contestée],.
En 2023 le Festival Chilowé est organisé à Paris sur le site de la Fondation GoodPlanet. Celui-ci se déroule sur deux jours avec pour thème "donner envie de voyager local et vivre en harmonie avec la nature". Seront notamment présents sur place, le photographe Yann Arthus-Bertrand, l'activiste Camille Etienne.

## Classement
- 2019 : « Les 50 qui font Paris », Le Parisien et My Little Paris, 2019[16]